# Лозки (Буда-Кошелёвский район)
Лозки (бел. Лозкі) — деревня в Кривском сельсовете Буда-Кошелёвского района Гомельской области Белоруссии.

## География

### Расположение
В 20 км на юг от районного центра и железнодорожной станции Буда-Кошелёвская (на линии Жлобин — Гомель), 24 км от Гомеля.

### Гидрография
На западной окраине Канава Красная (приток река Уза).

## Транспортная сеть
Транспортные связи по просёлочной, затем автомобильной дороге Жлобин — Гомель. Планировка состоит из прямолинейной широтной улицы, к которой на востоке присоединяется криволинейная улица. Застройка двусторонняя, деревянными домами усадебного типа.

## История
По письменным источникам известна с начала XIX века как деревня в Белицком, затем Гомельском уездах Могилёвской губернии. По ревизии 1858 года во владении помещика Клячковского. В 1909 году в Телешовской волости.
В 1926 году в Уваровичском районе Гомельского округа. В 1929 году организован колхоз «Красные Лозки», работали ветряная мельница и кузница. На фронтах Великой Отечественной войны погибли 28 жителей деревни. В 1959 году в составе колхоза имени М. И. Калинина (центр — деревня Ивольск).
До 16 декабря 2009 года в составе Ивольского сельсовета.

## Население

### Численность
- 2004 год — 23 хозяйства, 30 жителей.

### Динамика
- 1834 год — 8 дворов.
- 1909 год — 30 жителей.
- 1926 год — 15 дворов, 100 жителей.
- 1959 год — 231 житель (согласно переписи).
- 2004 год — 23 хозяйства, 30 жителей.